# Ios头文件
ios是C++標準程式庫中的一個头文件，定义了C++标准中的流输入输出的3个基类std::basic_ios、std::ios_base、std::fpos，以及一些作为manipulator的全局函数。一般std::ios_base与std::fpos定义在ios头文件包含的其它头文件中。

## 模板类std::basic_ios

### 成员函数
- basic_ios::basic_ios，构造函数
- basic_ios::~basic_ios，析构函数
- basic_ios::init，初始化函数，在访问该类或者析构该类对象前必须先调用init().
- basic_ios::tie，确保函数参数所指向的流先被处理。用来保持两个流的同步。
- basic_ios::rdbuf，查询/设置流所绑定的streambuf。
- basic_ios::imbue，设置流的locale。
- basic_ios::narrow，返回与参数字符对应的char字符。
- basic_ios::widen，返回与参数字符对应的wchar字符。
- basic_ios:fill，查询/设置输出流填充宽度的字符。
- basic_ios::copyfmt，复制另一个流的格式信息，但不复制流的内部状态、streambuf、异常掩码。在复制开始调用erase_event处理函数，在复制结束调用copyfmt_event处理函数及exceptions函数。
- basic_ios::clear，输入一个状态值，视情况决定是否抛出异常、调用事件处理函数。
- basic_ios::rdstate，读出一个流的状态值。
- basic_ios::setstate，把一个状态值与流的当前状态“按位或”操作，然后调用clear函数。
- basic_ios::good，判断流的当前状态是否为枚举值goodbit。
- basic_ios::eof，判断流的当前状态是否为枚举值eofbit。
- basic_ios::fail，判断流的当前状态是否为枚举值failbit。
- basic_ios::bad，判断流的当前状态是否为枚举值badbit。
- basic_ios::exceptions：设置哪些异常允许抛出

### 操作符
- basic_ios::operator =，把一个流的各种设置复制到另一个流。
- basic_ios::operator void *，如果状态没有报错，则返回流自身的地址。
- basic_ios::operator !，返回流的状态是否报错

## fpos模板类
fpos 是C++標準程式庫中的一個模板类，定义于<ios>头文件中。std::fpos类封装了C++标准中的流输入输出的定位信息。std::fpos模板类定义了操作符!=、+、+=、-、-=、==、operator streamoff( )，还定义了成员函数state()、seekpos()。